# Nāgod
Nāgod är en ort i Indien.   Den ligger i distriktet Satna och delstaten Madhya Pradesh, i den centrala delen av landet, 600 km sydost om huvudstaden New Delhi. Nāgod ligger 335 meter över havet och antalet invånare är 21 732.
Terrängen runt Nāgod är platt. Runt Nāgod är det ganska tätbefolkat, med 214 invånare per kvadratkilometer. Det finns inga andra samhällen i närheten. Trakten runt Nāgod består till största delen av jordbruksmark.